# Sylvisorex johnstoni
Sylvisorex johnstoni е вид бозайник от семейство Земеровкови (Soricidae). Видът не е застрашен от изчезване.

## Разпространение
Разпространен е в Габон, Демократична република Конго, Екваториална Гвинея, Камерун, Руанда, Танзания, Уганда и Централноафриканска република.

## Описание
На дължина достигат до 5,3 cm, а теглото им е около 3,2 g.